# Young Guns (Album)
Young Guns ist ein Jazzalbum des Trios von Pat Martino und Gene Ludwig. Die Aufnahme entstand 1969 im 118 Club in Louisville (Kentucky). Der aus der privaten Sammlung des Jazzgitarristen stammende Mitschnitt erschien 2014 auf HighNote Records.

## Hintergrund
Der Gitarrist Pat Martino erschien in den 1960er-Jahren in der Musikszene, arbeitete mit dem Saxophonisten Willis „Gator Tail“ Jackson zusammen und ersetzte dann George Benson in der Band von Brother Jack McDuff. Seine frühen Soloalben – beginnend mit El Hombre (1967) – reichten musikalisch über Funk bis hin zu anspruchsvollem Bop, notierte Martin Z. Kasdan Jr. 1969 trat er einmal in Eddie Donaldsons Shack, 118 W. Washington Street, in Louisville auf. Der Auftritt des Trios mit dem Organisten Gene Ludwig und dem Schlagzeuger Randy Gelispie wurde auf Band festgehalten und 2014 bei HighNote Records veröffentlicht. Zum Repertoire des Auftritts gehörte eine rasante Interpretation von Leslie Bricusse/Anthony Newleys „Who Can I Turn To?“, außerdem der Standard „Close Your Eyes“, Wes Montgomerys grooviger „Road Song“ und Martinos Komposition „Colossus“.
Die Stückeauswahl bei dem Auftritt de Trios entsprach dem damaligen Mainstream und umfasst Material von John Coltrane („Mr. PC“), Milt Jackson („Sam Sack“) und Wes Montgomery („Road Song“).

## Titelliste
- Gene Ludwig - Pat Martino Trio – Young Guns (HighNote Records, Inc. HCD 7258)[1]

1. Who Can I Turn To? (Anthony Newley, Leslie Bricusse) 13:40
2. Mr. PC (John Coltrane) 8:18
3. Sam Sack (Milt Jackson) 12:58
4. Watch What Happens (Jacques Demy, Michel Legrand, Norman Gimbel) 9:27
5. Close Your Eyes (Bernice Petkere) 12:26
6. Road Song (Wes Montgomery) 7:59
7. Colossus (Pat Martino) 11:58

## Rezeption
Nach Ansicht von Jack Bowers, der das Album in All About Jazz rezensierte, versprühe Gene Ludwig, ein Bewunderer von Jimmy Smith und Vorläufer von Joey DeFrancesco und anderen Hammondorgel-Meistern, bluesige Töne und Ideen, während Martino, in seinem lyrischen Spiel für jede Gelegenheit den richtigen Ansatz habe, egal ob schnell vorwärts oder einfach nur hängend. Schlagzeuger Gelispie sei ein großartiger Solist, wenn sein Einsatz verlangt werde; sonst diene er als rhythmischer Anker des Trios und gestalte geschickt die Zeit, während Ludwig und Martino im Zickzack herum und durch sie hindurch spielten. Um es anders auszudrücken, alle drei seien an der Spitze ihres jeweiligen Spiels. Auch mehr als 40 Jahre danach würden die Themen frisch und charmant klingen, resümiert Bowers, „dank der gemischten Talente der Herren Ludwig, Martino und Gelispie, die die Prämisse unterstreichen, dass gute Musik immer Stil hat.“
Nach Ansicht von John Sunier (Audiophile Audition) hat Gene Ludwig in Martino einen großartigen Partner gefunden, dessen unaufdringliche Flüchtigkeit sich auf natürlich Weise mit dem Spiel Ludwigs verschmelze. Zu den Höhepunkten der Louisville-Sessions gehören „Mr. PC“ sowie die Newly/Bricusse-Show-Melodie „Who Can I Turn To?“, vor allem durch Ludwigs Feingefühl und wegen der Verbundenheit zwischen Martino und Schlagzeuger Gelispie. Von historischer Bedeutung sei jedoch Martinos Komposition „Colossus“, die bis dato nicht aufgezeichnet wurde.
Nach Ansicht von Martin Z. Kasdan Jr. (Leo Weekly) bieten Martino, Organist Gene Ludwig und Schlagzeuger Randy Gelispie auf Young Guns ein abwechslungsreiches Programm. Selbst innerhalb von Genres würden Martinos Solos Grenzen überschreiten, in denen Geschwindigkeit und Gefühl verbunden werden.